# Odznaka honorowa „Za zasługi dla budownictwa”
Odznaka honorowa „Za zasługi dla budownictwa” – polskie odznaczenie resortowe ustanowione 30 listopada 1999 i nadawane przez ministra właściwego do spraw budownictwa, planowania i zagospodarowania przestrzennego oraz mieszkalnictwa, jako zaszczytne honorowe wyróżnienie przyznawane pracownikom architektury i budownictwa za szczególne osiągnięcia w dziedzinie architektury i budownictwa, a także innym osobom za osiągnięcia lub zasługi w tej dziedzinie. Odznaka jest jednostopniowa i może być nadana tylko raz. Zastąpiła Odznakę honorową „Zasłużony dla Budownictwa i Przemysłu Materiałów Budowlanych”.
Odznaka ma kształt okrągłego medalu o średnicy 30 mm i jest wykonana z metalu w kolorze złotym. W środku jest umieszczona płaskorzeźba przedstawiająca fragment stylizowanego muru z cegieł. Nad płaskorzeźbą jest umieszczony napis „ZA ZASŁUGI DLA BUDOWNICTWA”. Medal jest zawieszony na zawieszce o wymiarach 30 × 10 mm, która ma kształt wstążki pokrytej w połowie białą, w połowie czerwoną emalią. Na środku wstążki, na czerwono emaliowanej tarczy, jest umieszczony orzeł w kolorze srebrnym według wzoru określonego w przepisach o godle, barwach i hymnie Rzeczypospolitej Polskiej. Na odwrotnej stronie zawieszki jest umocowane zapięcie.